# کاردماهی شبح
کاردماهی شبح (نام علمی: Apteronotidae) نام یک تیره از راسته کاردماهی‌سانان است.